# SS Kaiserin Auguste Victoria
O SS Kaiserin Auguste Victoria foi um navio de passageiros alemão operado pela Hamburg-Amerika Linie e construído pala AG Vulcan Stettin em Estetino. As obras na embarcação começaram no início da década de 1900 sob o nome de SS Europa, porém a Hamburg-Amerika decidiu renomeá-lo para Kaiserin Auguste Victoria quando foi estabelecido que a imperatriz Augusta Vitória de Schleswig-Holstein, esposa do imperador Guilherme II da Alemanha, seria sua madrinha. Ele foi lançado em agosto de 1905 e realizou sua viagem inaugural de Hamburgo a Nova Iorque em maio do ano seguinte, tornando-se o maior navio de passageiros do mundo na época.
A embarcação logo ficou popular com os viajantes por causa de seus luxuosos interiores. O Kaiserin Auguste Victoria teve uma carreira tranquila durante oito anos até o início da Primeira Guerra Mundial em 1914, sendo atracado em Hamburgo e passando toda a duração do conflito sem ser utilizado; nesse meio período ele acabou convertido para um navio de transporte de tropas. Com o fim da guerra ele foi tomado pelos Estados Unidos em 1919 e utilizado para transportar tropas norte-americanas de volta para casa. No ano seguinte ele foi entregue para a britânica Cunard Line, que o colocou na rota entre Nova Iorque e Liverpool de fevereiro a dezembro de 1920.
O Kaiserin Auguste Victoria acabou comprado em maio de 1921 pela Canadian Pacific Ships, sendo reformado e renomeado para RMS Empress of Scotland. A embarcação retomou sua carreira comercial em janeiro do ano seguinte, sendo colocado em diversas rotas entre a Europa, América do Norte e Mediterrâneo. Ele passou por outra reforma em 1927 a fim de atualizar seu sistema de passageiros com a adição de uma classe turística, porém isso pouco adiantou e o Empress of Scotland passou a operar perdendo dinheiro, com a Canadian Pacific vendendo-o para desmontagem em dezembro de 1930. A embarcação foi levada para Blyth na Inglaterra, pegando fogo no dia 10 de dezembro. Ele foi levantado do mar em maio de 1931 e rebocado para uma doca seca, onde foi desmontado.